# 瑪麗娜·祖耶娃
瑪麗娜·歐列伽芙娜·祖耶娃（Marina Olegovna Zueva，她的姓氏有時因採行的俄語羅馬化方案不同亦會拼成Zoueva；1956年4月9日—），俄羅斯冰舞教練、編舞家，前蘇聯花式滑冰運動員。祖耶娃於1991年離開俄國，目前定居美國密西根州坎頓執教，她教出了2010年及2014年兩屆奧運冰舞冠軍。
目前她的學生包括
- 馬婭·澀谷 / 亞歷克斯·澀谷
- 陳偉群
- 陈巍 (with Rafael Arutyunyan)
- 格雷西·戈爾德
- Taylor Tran（英语：Taylor Tran） / 绍柳斯·阿姆布鲁莱维丘斯
- Kimberley Hew-Low（英语：Kimberley Hew-Low） / Timothy McKernan（英语：Timothy McKernan）

她以前的學生包括
- 泰莎·沃尔图 / 斯科特·莫伊尔
- 梅莉·戴維斯 / 查理·懷特
- Tanith Belbin（英语：Tanith Belbin） / Benjamin Agosto（英语：Benjamin Agosto）
- Anna Cappellini（英语：Anna Cappellini） / Luca Lanotte（英语：Luca Lanotte）
- 麥迪遜·喬克 / Greg Zuerlein（英语：Greg Zuerlein）
- 麥迪遜·喬克 / 埃文·貝茨
- Jana Khokhlova（英语：Jana Khokhlova） / Fedor Andreev（英语：Fedor Andreev）
- 维多利亚·西尼齐娜 / 尼基塔·卡察拉波夫
- 村元哉中 / 克里斯·里德

## 外部連結
- Skatabase: 1970s Worlds Results
- Skatabase: 1980s Worlds Results